# Система доктора Смоля и профессора Перро
«Система доктора Смоля и профессора Перро» (англ. The System of Doctor Tarr and Professor Fether) —  рассказ Эдгара Аллана По, написанный не позже мая 1844 года и опубликованный в ноябре 1845 года в журнале Graham's Magazine. При жизни автора не переиздавался.
Действие рассказа происходит в Южной Франции. Рассказчик посещает частную психиатрическую больницу, где главный врач рассказывает ему об уникальной методике излечения душевнобольных, от которой пришлось отказаться после бунта пациентов. Однако позже выясняется, что рассказчик говорит с сумасшедшим: бунтовщики на время победили и заперли персонал в подвале.
Исследователи констатируют, что гротескная ситуация, описанная в рассказе, типична для творчества По: писатель всегда старался показать нелепость существующего общественного порядка и устоявшихся мнений.